# Dalla storia di una nevrosi infantile
L'opera di Sigmund Freud Dalla storia di una nevrosi infantile, più noto come caso clinico dell'Uomo dei lupi, fu scritta nel 1914 e venne pubblicata, a causa della guerra, solo nel 1918, nel quarto volume della Sammlung kleiner Schriften zur Neurosenlehere.
L'opera espone il caso clinico che Freud trattò analiticamente in un periodo di lavoro durato quattro anni, dal febbraio 1910 al luglio del 1914, su un paziente di origine russa. 
Come asserisce lo stesso Freud, il lavoro terapeutico rimase fermo per anni, e solo negli ultimi mesi, a causa della ferma intenzione del medico viennese e comunicata al paziente di interrompere entro breve il trattamento, la terapia ebbe un'accelerazione tale da garantirne un buon successo, seppur parziale e incompleto.
Lo studio e la pubblicazione di questo caso fu per Freud particolarmente importante, in quanto avvenne negli anni del profondo dissidio con Adler e Carl Gustav Jung, e con questa presentazione Freud voleva ancora una volta confermare le sue teorie e l'importanza dei primi anni di vita dell'individuo nella genesi delle nevrosi attuali.
Studiando il paziente, la cui gravità l'aveva costretto a passare diversi anni presso cliniche specialistiche e l'aveva reso incapace di badare a sé stesso, Freud riuscì infatti a risalire ai traumi infantili, all'origine delle prime nevrosi e dunque a trovare il nesso con quelle che attualmente colpivano il paziente, liberandolo così da gran parte dei suoi sintomi e in via generale guarendolo, anche se la storia del paziente ebbe poi un lungo strascico.
Durante l'analisi dell'uomo dei lupi, Freud riesce a risalire tramite l'interpretazione di un sogno e dei ricordi successivi del paziente ad una scena traumatica risalente all'età di un anno e mezzo, ovvero a un rapporto sessuale tra i genitori.
La difficoltà di ammettere che tale residuo mnestico potesse rimanere impresso in un bambino di così tenera età spinge però Freud anche ad avanzare l'ipotesi che il ricordo stesso potesse non essere stato originario, ma solamente il frutto di una fantasia del bambino.
In questo modo Freud venne a stabilire una sorta di equiparazione tra ricordi reali e ricordi frutto di fantasie, stabilendo così che una scena di fantasia potesse produrre gli stessi effetti traumatici di una scena realmente vissuta dai pazienti.
Nell'ottavo dei nove capitoli del testo, il medico viennese ribadisce nuovamente l'importanza del periodo infantile sullo sviluppo delle successive nevrosi, in contrapposizione con la teoria junghiana degli archetipi dell'uomo e dell'etiologia delle nevrosi da fattori unicamente attuali: "Se diamo tanto credito alla preistoria dell'umanità", scrive nell'ottavo capitolo, "non vedo perché non si possa darla alla preistoria dell'uomo, cioè al bambino".